# 7e Pantserkorps (Wehrmacht)
Het 7e Pantserkorps  (Duits: Generalkommando VII. Panzerkorps) was een Duits legerkorps van de Wehrmacht tijdens de Tweede Wereldoorlog. Het korps kwam alleen in actie in de laatste maanden van de oorlog in Oost- en West-Pruisen. 

## Krijgsgeschiedenis

### Oprichting
Het 7e Pantserkorps werd opgericht op 18 december 1944 bij Heeresgruppe Mitte in Oost-Pruisen uit o.a. de staf van de opgeheven 49e Infanteriedivisie.

### Inzet

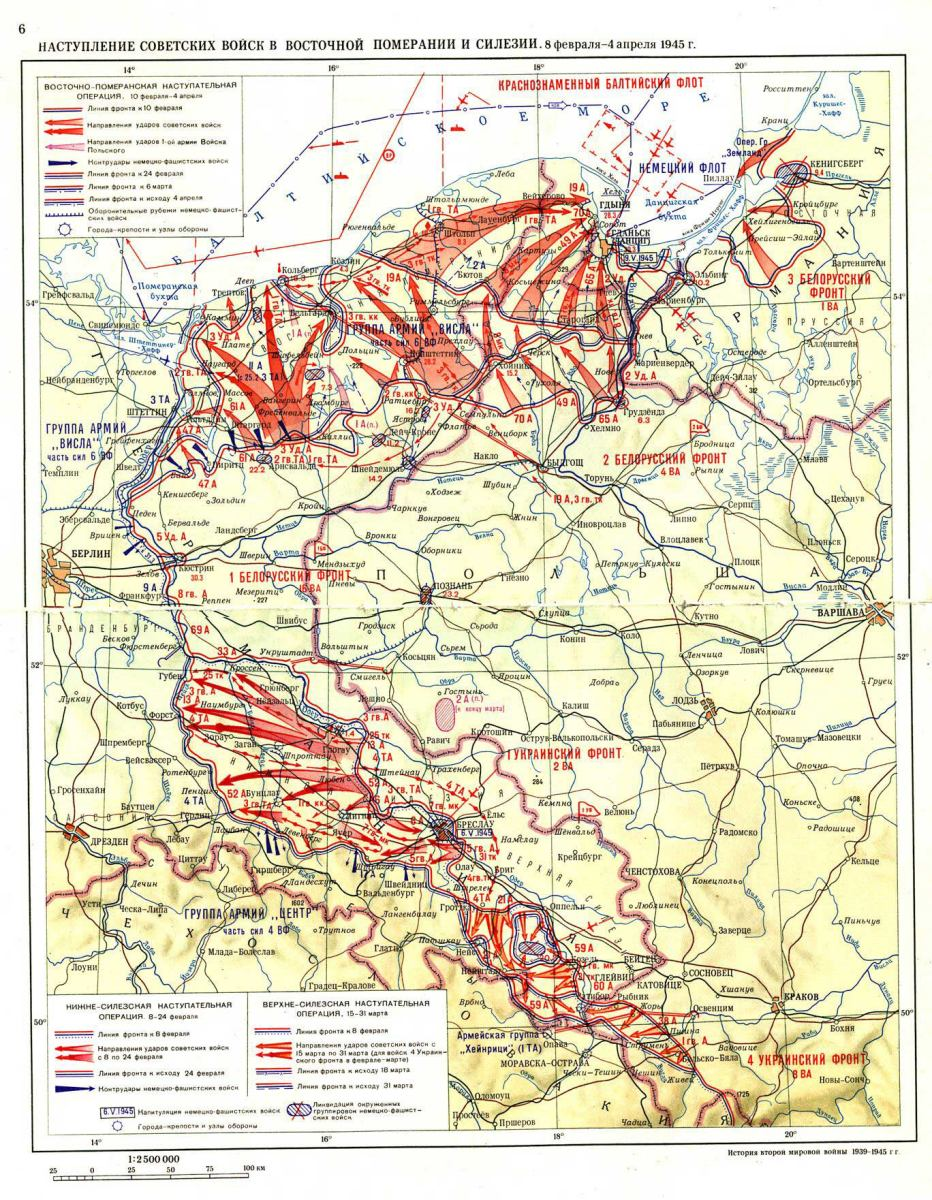
Situatie aan het oostfront 1945

Bij het begin van het Oost-Pruisenoffensief van het Rode Leger op 12 januari 1945 lag het korps, alleen als staf, in reserve in Neidenburg. Pas op 22 januari kreeg het korps een actieve rol.  Bij de uitbraakpoging van het  4e Leger richting het westen (Operatie Tarnkappe), kreeg het korps de opdracht om de kwetsbare diepe zuidflank west van Allenstein te beschermen. Op 28 januari nam het korps de beveiliging van Liebstadt over, maar moest deze stad de volgende dag alweer opgeven. Op 1 februari was Operatie Tarnkappe mislukt en het 4e Leger daarmee definitief ingesloten. Langzaam werd dit leger nu samengeperst in de zogenaamde Heiligenbeil-pocket. In februari werd het korps geëvacueerd en naar Pommeren verplaatst. Daar had het 2e Wit-Russische Front zijn Pommerenoffensief gelanceerd en het korps kreeg rond Rummelsburg enkele divisies onder zich (4. SS-Polizei-Panzergrenadier-Division en 7e Pantserdivisie) om deze aanvallen mede te stoppen. Stoppen ging niet, maar vertragen wel. Maar toch werd het korps in een maand tijd teruggedrongen tot de Bocht van Gdańsk. Op 21 maart doorbrak het 70e Sovjetleger de stellingen van het korps en bereikte de kust bij Zoppot. In de volgende dagen werd het korps teruggedrongen op een klein bruggenhoofd aan de Oxhöfter Kämpe. Hier beschikte het korps op 1 april nog over de 4. SS-Polizei-Panzergrenadier-Division, de 7e Pantserdivisie, Kampfgruppe 83e Infanteriedivisie en resten van de 215e Infanteriedivisie. In de nacht van 4/5 april 1945 werden de resten van het korps in Operatie Walpurgisnacht vanaf het strand geëvacueerd en naar schiereiland Hela overgebracht. Op 17 april werd de staf daar aan boord gebracht van schepen richting westen.
Het 7e Pantserkorps hield op te bestaan begin april in West-Pruisen (Oxhöfter Kämpe / Hela).

## Bovenliggende bevelslagen
| Leger    | Legergroep         | Plaats/regio           | Begin            | Eind             |
| -------- | ------------------ | ---------------------- | ---------------- | ---------------- |
| reserve  | OKH?               | Oost-Pruisen           | 18 december 1944 | 22 januari 1945  |
| 4. Armee | Heeresgruppe Mitte | Oost-Pruisen           | 22 januari 1945  | 25 januari 1945  |
| 4. Armee | Heeresgruppe Nord  | Oost-Pruisen           | 25 januari 1945  | februari 1945    |
| 2. Armee | Heeresgruppe Nord  | Pommeren, West-Pruisen | 1 maart 1945     | begin april 1945 |

## Commandanten
| Rang                                                          | Naam                | Begin            | Eind             |
| ------------------------------------------------------------- | ------------------- | ---------------- | ---------------- |
| Generalleutnant General der Panzertruppe (vanaf 1 maart 1945) | Mortimer von Kessel | 18 december 1944 | begin april 1945 |

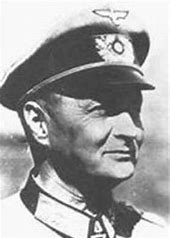
General Mortimer von Kessel

Generaal von Kessel ging op 2 mei 1945 in Amerikaanse krijgsgevangenschap.